# Louis Mouthier
Louis Mouthier, né le 31 décembre 1884 à Bourg-en-Bresse et mort le 24 mai 1970 dans la même ville, est un cycliste, instructeur de vol et pionnier de l'aéronautique français.

## Biographie

### Jeunesse et passion pour l'aéronautique
Fils d'un épicier bressan aisé, Louis Mouthier est un sportif accompli qui débute une fructueuse carrière dans le cyclisme en 1902, il est le vainqueur incontesté du championnat cycliste de l'Ain de 1904 à 1909.
Au mois d'octobre de l'année 1909, Louis Mouthier rencontre un aviateur suisse propriétaire d'un Blériot XI qui se déplace de ville en ville pour faire des démonstrations de son aéroplane. La première traversée de la Manche effectuée par Louis Blériot le 25 juillet de la même année a un effet retentissant dans le monde entier, encore plus dans les esprits au caractère sportif et aventureux. Ainsi ce premier contact avec l'appareil ayant accompli cette exploit convainc Louis Mouthier de faire l'acquisition d'un exemplaire. Il raconte : 
"J'assistais à une de ces démonstrations et j'eus le privilège d'obtenir l'autorisation de m'asseoir au siège du pilote pour manœuvrer la manette des gaz. Ma décision fut aussitôt prise. J'achetais l'aéroplane  avec sa caisse de toile noire, son cadre de bois et son hangar pour le prix global de 15 000 francs aidé su secours de trois amis. Pour améliorer notre situation financière, l'appareil fut exposé avec le plus grand succès, je dois le dire, à Lons-le-Saunier, Chalon, Dijon et Besançon. Mais comme mon but n'était pas de rester au sol, j'adoptais le terrain d'Ambérieu, proche de mon domicile, où je m'installais en solitaire le 16 avril 1910, pour procéder au montage du hangar de l'appareil, puis à l'amarrage de la caisse dans le fond du hangar : celle-ci me servait de couchette de façon à être sur le terrain dès quatre heures du matin."

### Premiers vols

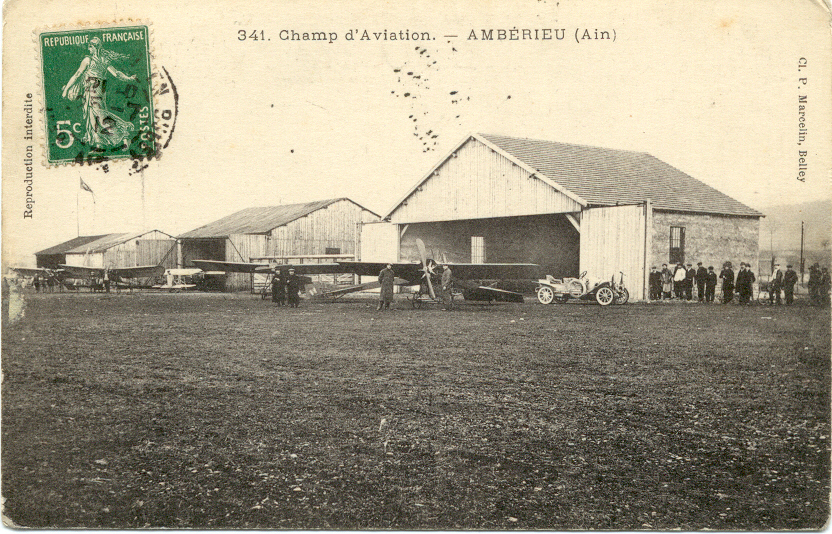
Vue du terrain d'aviation de Bellièvre en 1912

À cette époque où l'aéronautique est l'entreprise de quelques intrépides remettant leur sort à la mécanique capricieuse de leurs appareils (dans ce domaine naissant, fiabilité et confort sont alors de maigres  considérations), quiconque souhaitant dompter les cieux à bord de l'une de ces machines de toile et de bois effectue l'apprentissage du pilotage en autodidacte.
Louis Mouthier opte pour le terrain de Bellièvre, au printemps 1910 (vraisemblablement peu de temps après le 6 avril, date à laquelle le Journal de l'Ain rapporte qu'il a demandé au Maire d'Ambérieu "l'autorisation de faire des expériences d'aviation dans la plaine de Belièvre."), Aux commandes de son appareil, il consulte la notice tapée à la machine à écrire par le constructeur, fournie avec l'appareil. Louis Mouthier gagne en compétence et en assurance, se cantonnant d'abord à de simples manœuvres au sol (la première étape consiste à rouler droit avec son appareil), avant d'enchaîner par des bonds à quelques mètres du sol, pour finir par prendre son envol, sous le regard des curieux réunis pour venir admirer les progrès de ce pionnier.
Le premier meeting aérien d'Ambérieu-en-Bugey a lieu le 29 mai 1910. Le public ainsi que la presse locale sont venus nombreux pour assister aux festivités, le Courrier de l'Ain relate l'évènement en ces termes : 
C'est par une journée magnifique et devant 10 000 spectateurs qu'a eu lieu hier l'inauguration de l'aérodrome de Bellièvre. Malheureusement, un vent fort a gêné les aviateurs qui n'ont pu sortir qu'après 6 heures. Mignot a exécuté de jolis vols, s'élevant à 60 mètres ; son appareil n'est pas au point, le pilote non plus. Mouthier s'est contenté de rouler sur le sol ; son moteur manque de force et lui de confiance en soi. Un match de foot-ball sert d'intermède. Ce fut un facile succès pour l'U.S.B. qui triomphe du S.V.C. par autant de points qu'elle voulut. Le Réveil Bressan et 

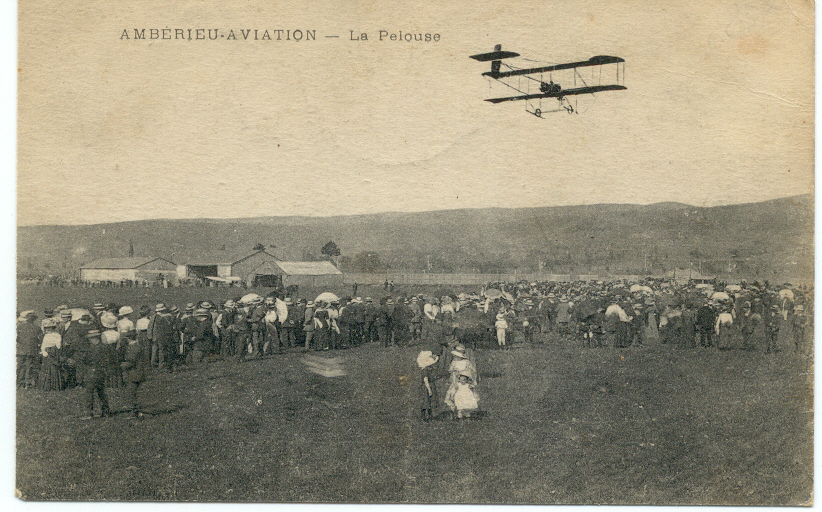
On peut voir l'engouement suscité à l'époque par l'aéronautique dans la région de l'Ain auprès du public, ici lors d'un meeting sur le terrain de Bellièvre.

l'Union musicale d'Ambérieu charmèrent les auditeurs. En somme, bonne journée, passée dans un décor ravissant. La foule, un moment, manifesta son impatience ; son éducation en l'aviation est à faire, il faut qu'elle arrive à comprendre qu'un léger vent est gênant et toujours dangereux pour les aviateurs. Le 5 ou le 12 juin, journée d'aviation avec le concours de Métrot, chef des pilotes de la maison Voisin. Nos félicitations à M. Aguétant, président du Comité, à ses collaborateurs et en particulier à M. Fléchon, qui s'est occupé d'une parfaite façon de l'organisation.
La population de l'Ain apprécie ces démonstrations aériennes. Entre 1910 et 1914, se déroulent vingt-deux meetings aériens dans tout le département, dont cinq à Ambérieu-en-Bugey.

### L'élève devient instructeur
Maîtrisant son Blériot XI, Louis Mouthier passe l'épreuve du brevet de pilote. Il effectue une première tentative le 18 juillet 1910 qui échoue en raison d'une panne de moteur. Il l'obtient finalement le 24 juillet au soir, et se voit décerner son diplôme le 9 août 1910.
Fort de son expérience en autodidacte, récompensé par le précieux brevet de pilote témoignant de ses compétences de pilotage, Louis Mouthier entreprend d'initier au pilotage d'autres passionnés d'aéronautique. Le 5 février 1911 est fondée l'École bressane d'aviation, au terrain de Bellièvre, à Ambérieu-en-Bugey. Le personnel enseignant se limite à Louis Mouthier, le parc d'aéroplanes étant constitué de son Blériot XI personnel.

#### Les débuts de l'École bressane d'aviation
Du fait de sa faible envergure ainsi que du coût particulièrement élevé que représente la pratique de l'aéronautique à cette époque, l'École bressane d'aviation connait des débuts modestes, seuls les fils de bonne famille pouvant se permettre de s'acquitter des frais d'inscription.
Ainsi la première promotion à rejoindre les rangs de l'école est composée de six jeunes hommes, dont certains sont passés à la postérité :
- Joseph Thoret, qui deviendra plus tard un aviateur ainsi qu'un soldat émérite, pionnier dans la recherche concernant le pilotage par mauvais temps, connu à l'époque pour ravitailler des refuges d'alpinisme du mont Blanc[10].
- Clément Bonnard, adjudant dans l'escadrille M.S.3, à l'origine de l'emploi du patronyme Vieux Charles dans cette escadrille, lequel sera réutilisé plus tard par l'un des plus célèbres as français de la Première Guerre mondiale, Georges Guynemer[10].
- Marius Lacrouze, audacieux pilote connu pour sa maîtrise des figures aériennes complexes effectuées en meetings aériens, ainsi que pour avoir traversé plusieurs fois la Méditerranée. Il meurt le 28 novembre 1917 d'un accident d'avion lors d'un vol d'essai[10].

Malgré la qualité reconnue des cours de l'École bressane d'aviation, la faible affluence d'élèves confronte l'établissement  à de sérieuses difficultés financières au début de l'année 1912, menaçant sa pérennité.

### Rapprochement avec Déperdussin et création de l'école militaire

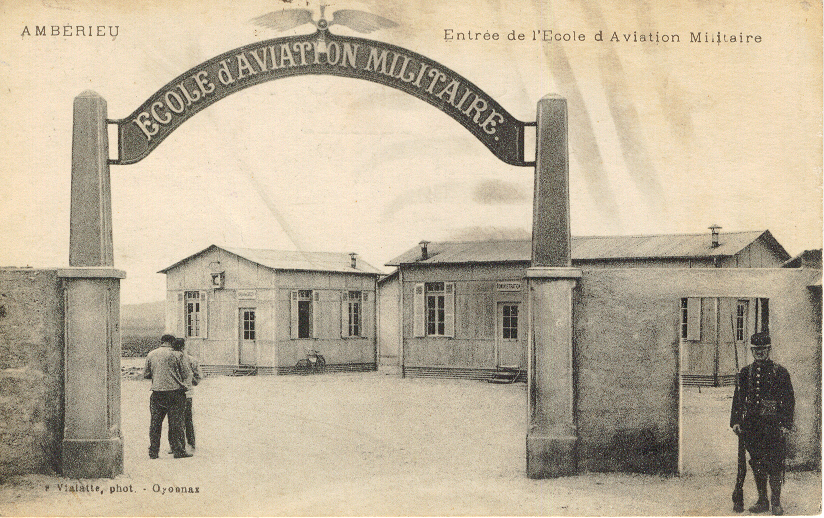
Portail de l'école d'aviation militaire d'Ambérieu-en-Bugey.

Le 19 janvier 1912, l'École bressanne d'aviation est désignée par arrêté ministériel comme école militaire d'aviation au motif que : "la qualité des méthodes d'enseignement employées est à juste titre appréciée puisqu'elle est la seule qui n'ait à son actif aucun accident". L'intérêt que l'armée porte pour les avions va croissant au cours de la première décennie du XXe siècle. Le matériel aérien est exploité par les armées françaises depuis 1793, avec l'usage d'aérostats pour repérer les mouvements de troupes adverses.
Le 5 février 1912, la fusion des trois écoles d'aviation de la région du Rhône, dont l'établissement de Mouthier, a lieu : la Société Sportive d'Ambérieu-Aviation, de l'École Bressane d'aviation ainsi que la Société aérienne de Lyon-Bron forment une nouvelle structure portant le nom de Société de navigation aérienne de Lyon-Bron. Au terrain de Bellièvre, l'École bressane d'aviation laisse la place à une école Déperdussin, du nom d'Armand Déperdussin, fondateur de la société de construction aéronautique SPAD, à l'origine d'appareils restés célèbres pour leurs exploits pendant le premier conflit mondial, notamment les SPAD S.VII et SPAD S.XIII (le second sera notamment piloté par René Fonck, par Georges Guynemer et par Charles Nungesser).

### Première Guerre mondiale
Louis Mouthier s'engage le 10 août 1914 comme pilote, il est affecté à l'escadrille Morane-Saulnier 23 où il effectue surtout des missions de reconnaissance. Le 2 mai 1915, au cours d'une mission au dessus 
de Cambrai et de Saint-Quentin, son avion tombe en panne dans la région de Péronnes, derrière les lignes ennemies. Fait prisonnier avec le Lieutenant Du Touchet, son observateur, les compagnons d'infortune sont transférés de camps d'internement en forteresses, où ils accumulent les tentatives d'évasion infructueuses. Mouthier réussit finalement son évasion avec l'aide des aviateurs Reydellet et Serra, et rallie la France le 14 mai 1918, en passant par la Suisse. Il réintègre sa position de pilote-instructeur à l'école militaire d'Ambérieu-en-Bugey.
En son absence, l'école d'aviation militaire d'Ambérieu ne reste pas inactive, puisque de 1915 à 1918, ce ne sont pas moins de 2328 pilotes qui sont formés par les instructeurs de cette école de pilotage durant la Première Guerre mondiale (37 pilotes brevetés en 1915, 295 en 1916, 767 en 1917, 1229 en 1918).

### Après la Première Guerre mondiale
Après la guerre, Louis Mouthier devient le cofondateur de l'Aéro-Club de Bourg-en-Bresse et dirige un garage dans la même ville.
Il cesse de piloter en 1947, alors âgé de 63 ans. Il meurt vingt-trois années plus tard à Bourg-en-Bresse, le 24 mai 1970, à l'âge de 86 ans.

## Décorations, honneurs et postérité

### Décorations[12]
- Officier de la Légion d'honneur
- Médaille de l'Aéronautique : décernée le 15 avril 1956 par Gabriel Voisin
- Grande médaille de l'Aéro-club de France
- Médaille d'Or des Vieilles Tiges : décernée en novembre 1968.

### Honneurs[12]
- Président d'Honneur du Groupement des Vieilles Tiges de Lyon.

### Postérité
- Une rue de Bourg-en-Bresse porte son nom, située entre la rue Clément Ader et la rue des Aéroplanes.
- Une allée porte son nom à Ambérieu-en-Bugey, située à côté de la Base Aérienne 278 et adjacente à l'Avenue Colonel Chambonnet.
- Le mess de la Base Aérienne 278 d'Ambérieu-en-Bugey porte le nom de Louis Mouthier.
- Une aérostèle célèbre son souvenir[14].

### Galerie

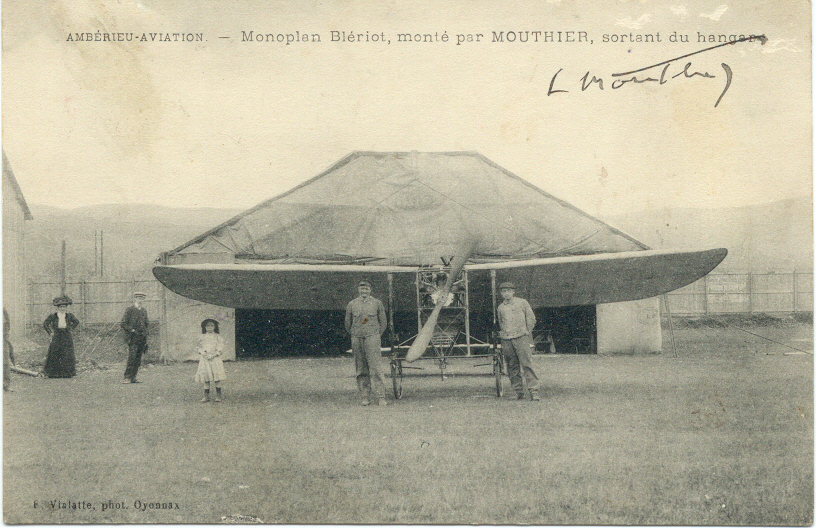
Louis Mouthier et son mécanicien sur le terrain d'aviation de Bellièvre, posant devant un Blériot XI.
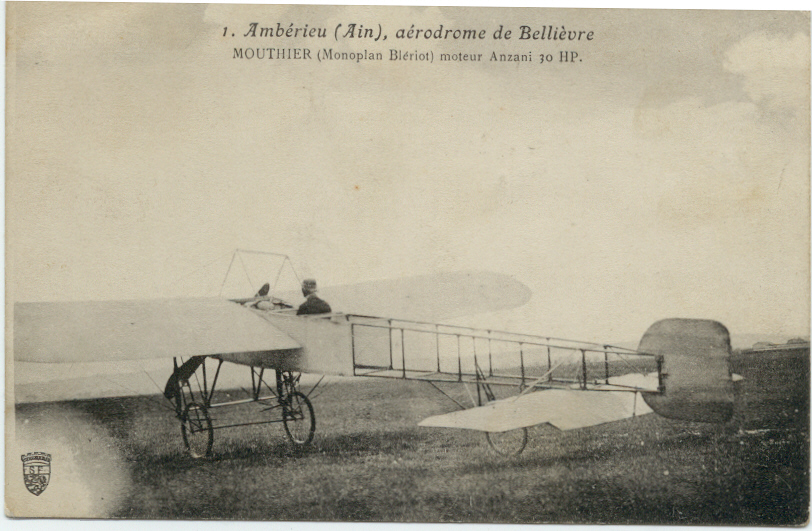
Louis Mouthier à bord de son appareil.
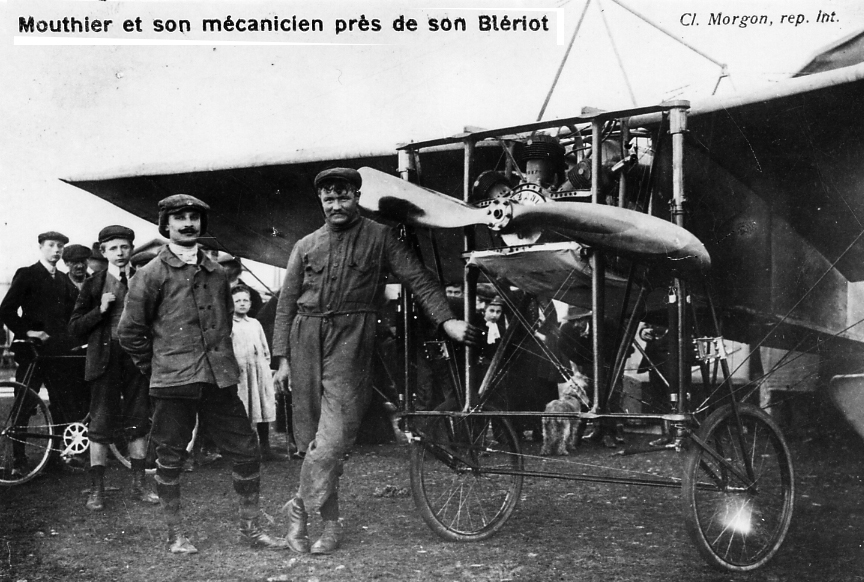
Autre vue du duo Mouthier/Thorez devant le Blériot de Mouthier.